# الائتلاف الكبير (إيران)

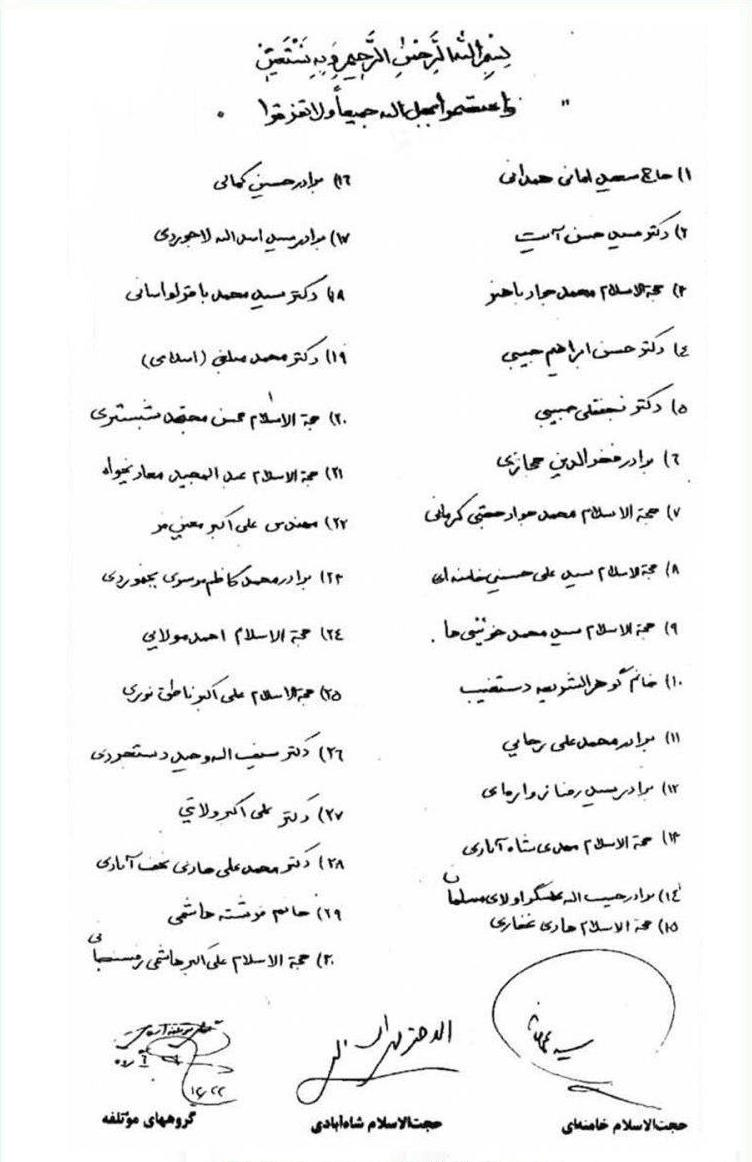
الالئتلاف الكبير لقوى خط الإمام

الائتلاف الكبير (بالفارسية: ائتلاف بزرگ) كان تحالفا سياسيا للجماعات الإسلامية المتنافسة في الانتخابات التشريعية الإيرانية عام 1980، بقيادة الحزب الجمهوري الإسلامي.  انضمت مجموعات أصولية صغيرة مختلفة إلى التحالف. 
وتشمل المجموعات البارزة الأخرى في التحالف جمعية علماء الدين المجاهدين، منظمة مجاهدي الثورة الإسلامية، حزب المؤتلفة الإسلامية والرابطة الإسلامية للمعلمين. 
وفاز الائتلاف بالانتخابات وسيطر على مجلس النواب. 